# Porrocaecum ardease
Porrocaecum ardease är en rundmaskart. Porrocaecum ardease ingår i släktet Porrocaecum och familjen Toxocaridae. Inga underarter finns listade i Catalogue of Life.